# Польское восстание (1830—1831)
Польское восстание 1830—1831 годов (в польской историографии — Ноябрьское восстание (пол. Powstanie listopadowe), Русско-польская война 1830—1831 годов (пол. Wojna rosyjsko-polska w latach 1830-1831) — восстание против власти Российской империи на территории Царства Польского, Северо-Западного края и Правобережной Украины. Происходило одновременно с так называемыми «холерными бунтами» в центральной России.

Герб Польши во время восстания

Началось 29 ноября 1830 года и продолжалось до 21 октября 1831 года, под лозунгом восстановления независимой «исторической Речи Посполитой» в границах 1772 года, то есть не только на собственно польских территориях, но и на территориях, населённых белорусами и украинцами, а также литовцами и евреями. Фридрих Энгельс писал, в 1848 году, в связи с этим восстанием (бунтом): «Восстание 1830 года не было ни национальной […], ни социальной или политической революцией, оно не изменило внутреннее положение людей. Это была консервативная революция».

## Предыстория
После наполеоновских войн по решению Венского конгресса было создано Царство Польское (пол. Królestwo Polskie) — государство в статусе королевства, находившееся в личной унии с Россией. Представляло собой конституционную монархию, управлявшуюся двухгодичным Сеймом и королём, которого в Варшаве представлял наместник. 
В Королевстве имелась своя армия, укомплектованная в значительной степени ветеранами польских легионов, воевавших в период наполеоновских войн на стороне Франции, но непропорционально много было и грекокатоликов Царства Польского. Греко-католики активно участвовали в партизанском движении против наполеоновских войск и их союзников из числа римокатоликов во время Отечественной войны 1812 года, и при комплектовании польской армии именно на их лояльность надеялось русское правительство, тем более, что даже римокатолик Тадеуш Костюшко (чьи мать и сёстры были греко-католиками) во время Отечественной войны 1812 года выражал симпатии русским. 
Должность наместника Польши занял соратник Костюшко, дивизионный генерал французской императорской армии Зайончек, а главнокомандующим польской армией стал брат российского императора великий князь Константин Павлович, после смерти Зайончека (1826) ставший также и наместником.
Александр I, относившийся к польскому национальному движению с большой симпатией, дал Польше либеральную конституцию, которую, однако, сам же начал нарушать, когда поляки, осуществляя свои права, стали сопротивляться его мероприятиям. Так, второй сейм в 1820 году отклонил законопроект, упразднявший суды присяжных (введённые в Польше Наполеоном); на это Александр заявил, что он, как автор конституции, имеет право быть её единственным толкователем.
В 1819 году была введена предварительная цензура, которой до сих пор Польша не знала. Созыв третьего сейма долгое время оттягивался: избранный в 1822 году, он был созван только в начале 1825 года. После того, как Калишское воеводство избрало оппозиционера Винцентия Немоевского, выборы там были отменены и назначены новые; когда же Калиш вновь избрал Немоевского, он был лишён права избирать вообще, а Немоевский, приехавший чтобы занять своё место в Сейме, был арестован на варшавской заставе. 
Царским указом была отменена публичность заседаний сейма (кроме первого). В такой ситуации третий сейм беспрекословно принял все законы, представленные ему императором. Последовавшее затем назначение на должность русского наместника, Константина Павловича, встревожило поляков, опасавшихся ужесточения режима.
С другой стороны, нарушения конституции были не единственной и даже не главной причиной недовольства поляков, тем более что поляки в остальных областях бывшей Речи Посполитой не подпадали под её действие (хотя и сохранили полное земельное и экономическое главенство). Нарушения конституции накладывались на патриотические чувства, протестовавшие против чужеземной власти над Польшей; кроме того, имели место и великопольские настроения, так как «конгрессовая Польша» (пол. Królestwo Kongresowe, Kongresówka), называемая так поляками, — детище Александра I на Венском Конгрессе, бывшее наполеоновское «Герцогство Варшавское» — без Познанского края занимала лишь часть бывшей Речи Посполитой в границах 1772 года, лишь часть этнической Польши и области с населением из русских римокатоликов. Поляки (преимущественно польская шляхта) же, а также шляхта Великого Княжества Литовского, со своей стороны, продолжали мечтать о государстве в границах 1772 года, в том числе и в «восьми воеводствах» на территории Литвы, Украины и Белоруссии, надеясь на помощь Европы. Сближению шляхты с народом, а также переходу на сторону повстанцев грекокатоликов и русских римокатоликов способствовали установка в Варшаве по инициативе покойного уже Сташица памятника Николаю Копернику, чьи сочинения входили в индекс книг, запрещённых Папой римским, и парад, на котором солдат — римокатоликов и грекокатоликов — в день открытия памятника наместник Константин заставил отдавать честь памятнику, что было воспринято как оскорбление имперскими властями России религиозных чувств польского и русского народов Царства Польского.

## Патриотическое движение
В Виленском университете действовали тайные студенческие общества патриотической молодёжи: филоматов (1817—1823) и филаретов (1820—1823). Тайные общества впоследствии были изобличены полицией, участники подверглись гонениям.
В 1819 году майор В. Лукасиньский, князь Яблоновский, полковники Кринжановский и И. Прондзинский основали Национальное масонское общество, членами которого были около 200 человек, в основном офицеров; после запрета масонских лож в 1820 году оно было преобразовано в глубоко законспирированное Патриотическое общество. Одновременно существовали тайные общества и за пределами конгрессовой Польши: патриотов, друзей, променистов (в Вильне), тамплиеров (на Волыни) и др. Особенно широкую поддержку имело движение среди офицеров. Содействовало движению и католическое духовенство; в стороне от него оставалось лишь крестьянство. Движение было неоднородно по своим социальным целям и разделилось на враждебные партии: аристократическую (с князем А. Чарторыйским во главе) и демократическую, главой которой считался профессор И. Лелевель, лидер и кумир университетской молодёжи; её военное крыло впоследствии возглавил подпоручик гвардейских гренадер П. Высоцкий, инструктор Школы подхорунжих (военного училища), создавший законспирированную военную организацию уже внутри самого национального движения. Однако их разделяли лишь планы о будущем устройстве Польши, но не о восстании и не о её границах.
Двукратно (во время киевских контрактов) представители Патриотического общества пытались войти в переговоры с декабристами, но переговоры не привели ни к чему. Когда заговор декабристов был открыт и была обнаружена связь с ними некоторых поляков, дело о последних было передано Административному совету (правительству), который после двухмесячных совещаний постановил освободить обвиняемых. Надежды поляков немало оживились после объявления Россией войны Турции (1828). Обсуждались планы выступления, ввиду того, что основные силы России были задействованы на Балканах; возражение состояло в том, что такое выступление может помешать освобождению Греции. Пётр Высоцкий, как раз тогда создавший своё общество, вошёл в сношения с членами других партий и назначил сроком восстания конец марта 1829 года, когда, по слухам, должно было состояться коронование императора Николая I короной Польши. Было решено убить Николая, причём Высоцкий вызвался лично осуществить акцию. Коронация, однако, состоялась благополучно (в мае 1829 года); план не был осуществлён.

## Подготовка восстания
Июльская революция 1830 года во Франции привела поляков в крайнее возбуждение. 12 августа состоялось собрание, на котором обсуждался вопрос о немедленном выступлении; выступление, однако, было решено отсрочить, так как следовало склонить на свою сторону кого-нибудь из высокопоставленных военных. В конце концов заговорщикам удалось склонить на свою сторону генералов Хлопицкого, Круковецкого и Шембека. Движение охватило почти всех армейских офицеров, шляхту, женщин, ремесленные цехи, студенчество. Был принят план Высоцкого, по которому сигналом для восстания должно было послужить убийство Константина Павловича и захват казарм русских войск. Выступление было назначено на 26 октября.
В первых числах октября на улицах были расклеены прокламации; появилось объявление, что Бельведерский дворец в Варшаве (местопребывание великого князя Константина Павловича, бывшего наместником Польши) с нового года отдаётся в наём. Но великий князь был предупреждён об опасности своей женой-полькой (княгиней Лович) и не выходил из Бельведера.
Восстание было окончательно назначено на 29 ноября. У заговорщиков было 10 тыс. солдат против примерно 7 тыс. русских, из которых, однако, многие были уроженцами бывших польских областей.

## «Ноябрьская ночь»
С наступлением вечера 29 ноября вооружённые студенты собрались в Лазенковском лесу, а в казармах вооружались полки. В 6 часов вечера П. Высоцкий вошёл в казарму подхорунжих и воскликнул: «Братья, час свободы пробил!», ему отвечали: «Да здравствует Польша!». Высоцкий во главе ста пятидесяти подхорунжих напал на казарму гвардейских улан, тогда как 14 заговорщиков двинулись к Бельведеру. Однако, когда они ворвались во дворец, обер-полицмейстер Любовицкий поднял тревогу и Константин Павлович успел бежать и спрятаться. Впрочем, эта неудача не оказала влияния на дальнейший ход событий, так как Константин Павлович, вместо того чтобы организовать с помощью наличных сил энергичный отпор восставшим, проявлял симпатию к полякам и решил, что лучше будет никакого военного сопротивления им не оказывать.
Нападение Высоцкого на казарму улан также провалилось, однако вскоре к нему пришли на подмогу 2 тыс. студентов и толпа рабочих. Восставшие убили шестерых польских генералов, сохранявших верность русскому царю (включая военного министра Гауке). Поляками был захвачен арсенал. Русские полки были окружены в своих казармах и, не получая ниоткуда приказов, деморализованы. Большинство польских полков колебалось, сдерживаемое своими командирами (командир гвардейских конных егерей Ф. Жимирский даже сумел заставить свой полк вести боевые действия против повстанцев в Краковском предместье, а затем с полком присоединился к Константину, ночью покинувшему Варшаву). Константин вызвал к себе русские полки, и к двум часам ночи русские войска оставили Варшаву. После этого восстание разом охватило всю Польшу.
Константин, объясняя свою пассивность, говорил: «Я не хочу участвовать в этой польской драке», имея в виду, что происходящее — конфликт исключительно между поляками и их королём Николаем. Впоследствии, во время войны, он даже демонстративно проявлял пропольские симпатии. С ним начали переговоры представители польского правительства (Административного совета), в результате чего Константин обязался отпустить бывшие при нём польские войска, не призывать к себе войск Литовского корпуса и уйти за Вислу. Поляки, со своей стороны, обещали не тревожить его и снабдить припасами. Константин не просто ушёл за Вислу, а вовсе покинул Царство Польское — крепости Модлин и Замостье были сданы полякам без боя, и войска Российской империи покинули территорию Царства Польского.

## Организация правительства

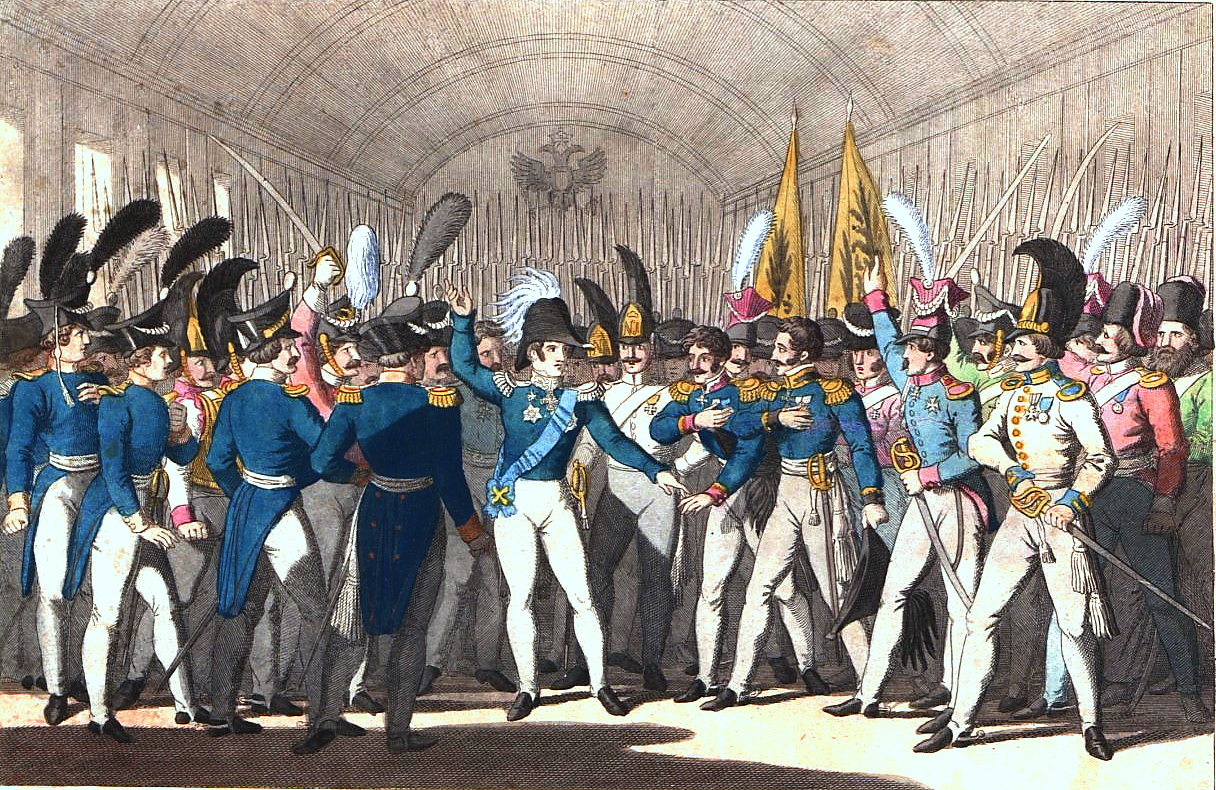
Император Николай I сообщает гвардии о восстании в Польше. Худ. Георг Бенедикт Вундер

На следующий день после начала восстания, 30 ноября, собрался Административный совет, бывший в растерянности: в своём воззвании он определил переворот как событие «столь же прискорбное, сколь и неожиданное», и пытавшийся делать вид, что управляет от имени Николая. «Николай, король Польский, ведёт войну с Николаем, императором всероссийским» — так охарактеризовал обстановку министр финансов Франциск-Ксаверий Любецкий. В тот же день образовался Патриотический клуб, потребовавший чистки совета. В результате ряд министров был изгнан и заменён новыми: Владиславом Островским, генералом К. Малаховским и профессором И. Лелевелем. Генерал И. Хлопицкий был назначен главнокомандующим.
Сразу же обозначились резкие разногласия между правым и левым крылом движения. Левые склонны были рассматривать польское движение как часть общеевропейского освободительного движения и были связаны с демократическими кругами во Франции, совершившими Июльскую революцию; они мечтали об общенародном восстании и войне против всех трёх монархий, разделивших Польшу, в союзе с революционной Францией. Правые были склонны искать компромисс с Николаем на основе конституции 1815 года. При этом, впрочем, в необходимости возвращения «восьми воеводств» (Литвы и Руси) они также не сомневались. Переворот организовали левые, но по мере присоединения к нему элиты влияние переходило на сторону правых. Правым был и генерал Хлопицкий, назначенный главнокомандующим армии. Впрочем, он пользовался влиянием и среди левых, как соратник Т. Костюшко и Я. Домбровского.
4 декабря было сформировано Временное правительство из 7 членов, включая Лелевеля и Ю. Немцевича. Возглавил совет князь А. Чарторыйский — таким образом, власть перешла к правым. Наиболее деятельных левых лидеров, Залусского и Высоцкого, Хлопицкий удалил из Варшавы, первого — для организации восстания в Литве, второго — капитаном в армию. Он даже пытался отдать под суд подхорунжих. 5 декабря Хлопицкий обвинил правительство в пустых разглагольствованиях и попустительстве насилиям клубов, и провозгласил себя диктатором. При этом он выразил намерение «управлять именем конституционного короля», который как раз тогда (17 декабря) издал манифест к полякам, клеймивший бунтовщиков и их «гнусное предательство», и объявил о мобилизации армии. Сейм, состоявший в большинстве своём из левых, отнял у Хлопицкого диктатуру, однако затем, под давлением общественного мнения (Хлопицкий был крайне популярен, и в нём видели спасителя Польши), вернул её, после чего Хлопицкий добился приостановления заседаний сейма. В Петербург были посланы делегаты (депутаты Л. Любицкий и И. Езерский) для переговоров с русским правительством. Польские условия сводились к следующему: возвращение «восьми воеводств»; соблюдение конституции; вотирование налогов палатами; соблюдение гарантий свободы и гласности; гласность заседаний сейма; охрана королевства исключительно собственными войсками. За исключением первого, эти требования были в рамках Венской конвенции 1815 года, гарантировавшей конституционные права Польши. Николай, однако, не обещал ничего, кроме амнистии. Когда 25 января 1831 года вернувшийся Езерский сообщил об этом сейму, последним немедленно был принят акт о низложении Николая и запрете представителям династии Романовых занимать польский престол. Ещё раньше, под впечатлением первых известий о военных приготовлениях России, сейм опять отнял диктатуру у Хлопицкого (который, отлично понимая, что Европа Польшу не поддержит и восстание обречено, категорически настаивал на компромиссе с Николаем). Сейм был готов оставить ему командование, но Хлопицкий отказался и от него, заявив, что намерен служить только простым солдатом. 20 января командование было поручено князю М. Радзивиллу. С этого момента, исход польского восстания должно было решить единоборство русского и польского оружия.
В руки мятежников попал Варшавский монетный двор. На нём в 1831 году выпустили 164 тысячи польских дукатов, т. н. «лобанчиков» (копий дукатов Утрехта), которые пошли на закупку вооружения. Отличие польских монет 1831 года от петербургских заключается в наличии около головы рыцаря одноглавого орла вместо кадуцея.

## Военные действия

### Начало военных действий. Грохов

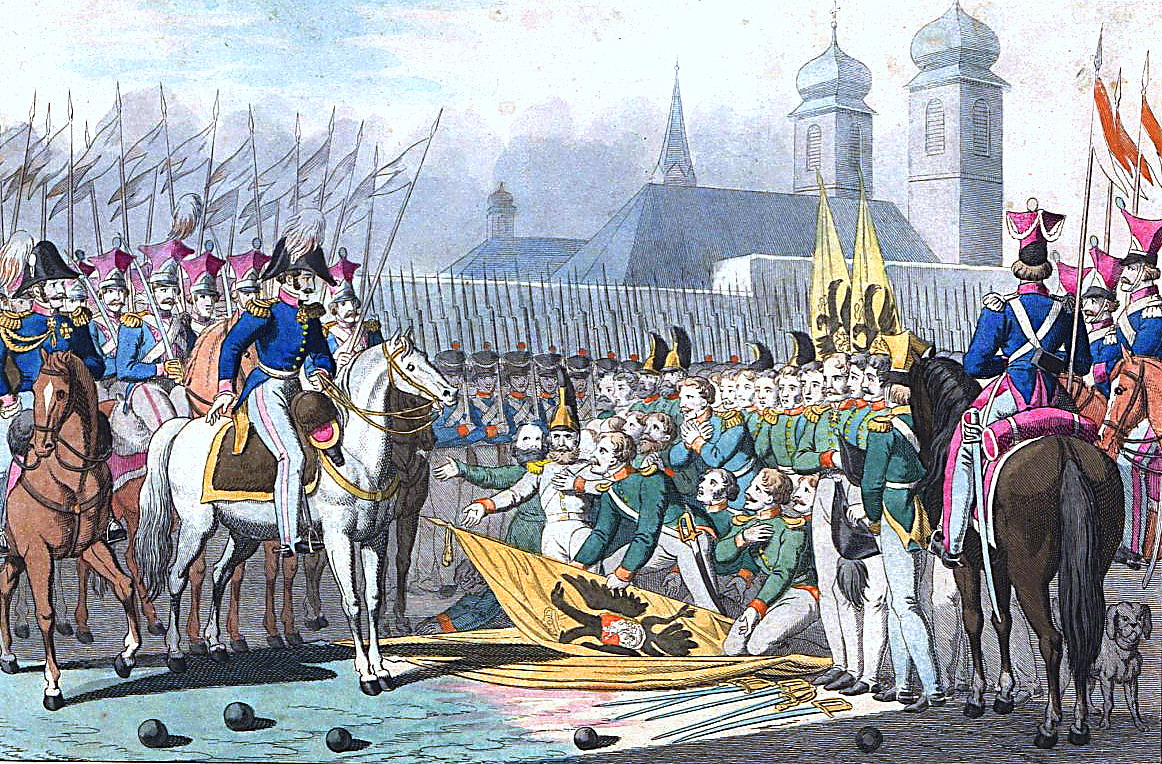
Низложение российских знамён после битвы около Вавра в 1831 году. Худ. Георг Бенедикт Вундер

К ноябрю 1830 года польская армия состояла из 23 800 пехотинцев, 6800 кавалеристов, при 108 орудиях. В результате активных мероприятий правительства (набор рекрутов, зачисление добровольцев, создание отрядов косиньеров, вооружённых поставленных торчком на древко косами) в марте 1831 года армия имела 57 924 человека пехоты, 18 272 кавалерии и 3000 волонтёров — всего 79 000 человек при 158 орудиях. В сентябре, к концу восстания, армия насчитывала 80 821 человек. Это почти равнялось выставленной против Польши русской армии. Тем не менее в качественном отношении польская армия сильно уступала русской: в основном это были недавно призванные и неопытные солдаты, в массе которых растворялись ветераны. Особенно уступала польская армия в кавалерии и артиллерии.
Для российского правительства польское восстание было неожиданностью: русская армия была расположена частью в западных, частью во внутренних губерниях и имела мирную организацию. Численность всех войск, которые предполагалось употребить против поляков, доходила до 183 тыс. (не считая 13 казачьих полков), но для сосредоточения их требовалось 3—4 месяца. Главнокомандующим назначен был граф И. И. Дибич-Забалканский, а начальником полевого штаба — граф К. Ф. Толь. К началу 1831 года поляки имели совершенно готовыми около 55 тыс.; с русской же стороны один лишь барон Г. В. Розен, командир 6-го (Литовского) корпуса, мог сосредоточить около 45 тыс. в Брест-Литовске и Белостоке. Благоприятным моментом для наступательных действий И. Хлопицкий по политическим соображениям не воспользовался, а расположил свои главные силы войск эшелонами по дорогам из Ковна и Брест-Литовска к Варшаве. Отдельные отряды Ю. Серавского и Ю. Дверницкого стояли между реками Вислой и Пилицей; отряд Козаковского наблюдал Верхнюю Вислу; Дзеконский формировал новые полки в Радоме; в самой Варшаве было под ружьём до 4 тыс. национальной гвардии. Место Хлопицкого во главе армии занял князь Радзивилл.

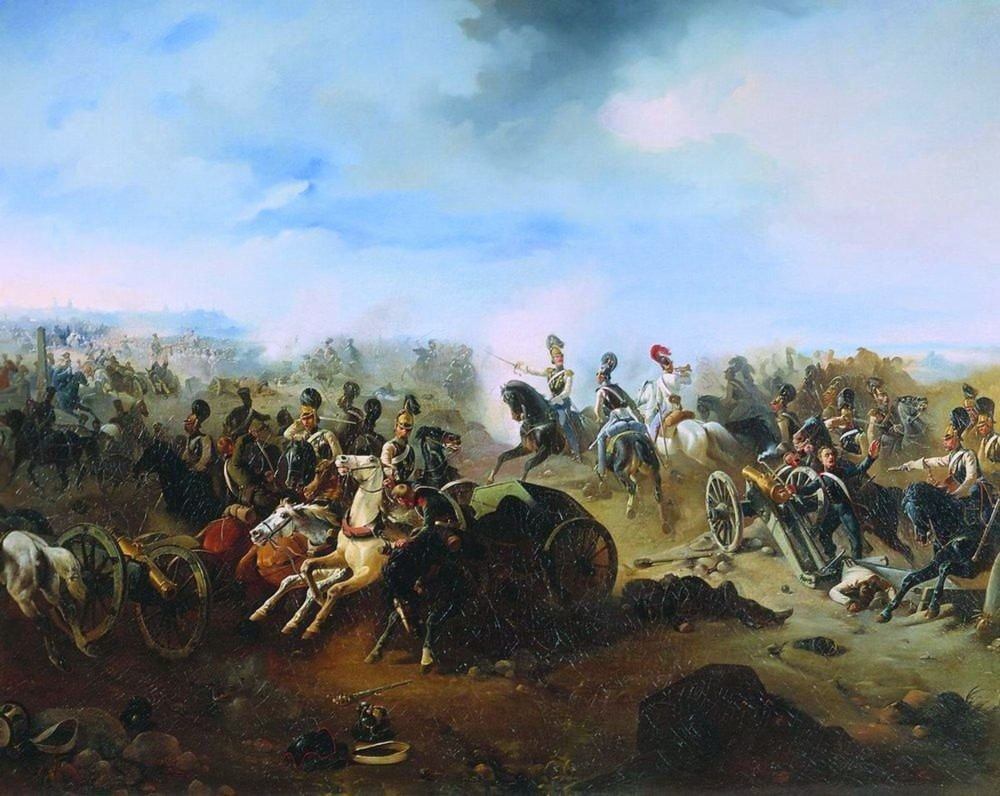
Сражение при Грохове. Худ. Богдан Виллевальде (1850)

К февралю 1831 года сила русской армии возросла до 125,5 тысяч. Надеясь окончить войну сразу, нанеся противнику решительный удар, Дибич не обратил должного внимания на обеспечение войск продовольствием, особенно на надёжное устройство перевозочной части, и это вскоре отозвалось для русских крупными затруднениями.
5—6 февраля (24—25 января по старому стилю) главные силы русской армии (I, VI пехотный и III резервный кавалерийский корпуса) несколькими колоннами вступили в пределы Царства Польского, направляясь в пространство между Бугом и Наревом. 5-й резервный кавалерийский корпус Крейца должен был занять Люблинское воеводство, перейти за Вислу, прекратить начавшиеся там вооружения и отвлечь внимание противника. Движение некоторых русских колонн к Августову и Ломже заставило поляков выдвинуть две дивизии к Пултуску и Сероцку, что вполне соответствовало планам Дибича — разрезать неприятельскую армию и разбить её по частям. Неожиданно наступившая распутица изменила положение дел. Движение русской армии (достигшей 8 февраля линии Чижев — Замбров — Ломжа) в принятом направлении признано было невозможным, так как пришлось бы втянуться в лесисто-болотистую полосу между Бугом и Наревом. Вследствие этого И. И. Дибич перешёл Буг у Нура (11 февраля) и двинулся на Брестскую дорогу, против правого крыла поляков. Так как при этой перемене крайняя правая колонна, князя Шаховского, двигавшаяся к Ломже от Августова, слишком отдалялась от главных сил, то ей предоставлена была полная свобода действий.

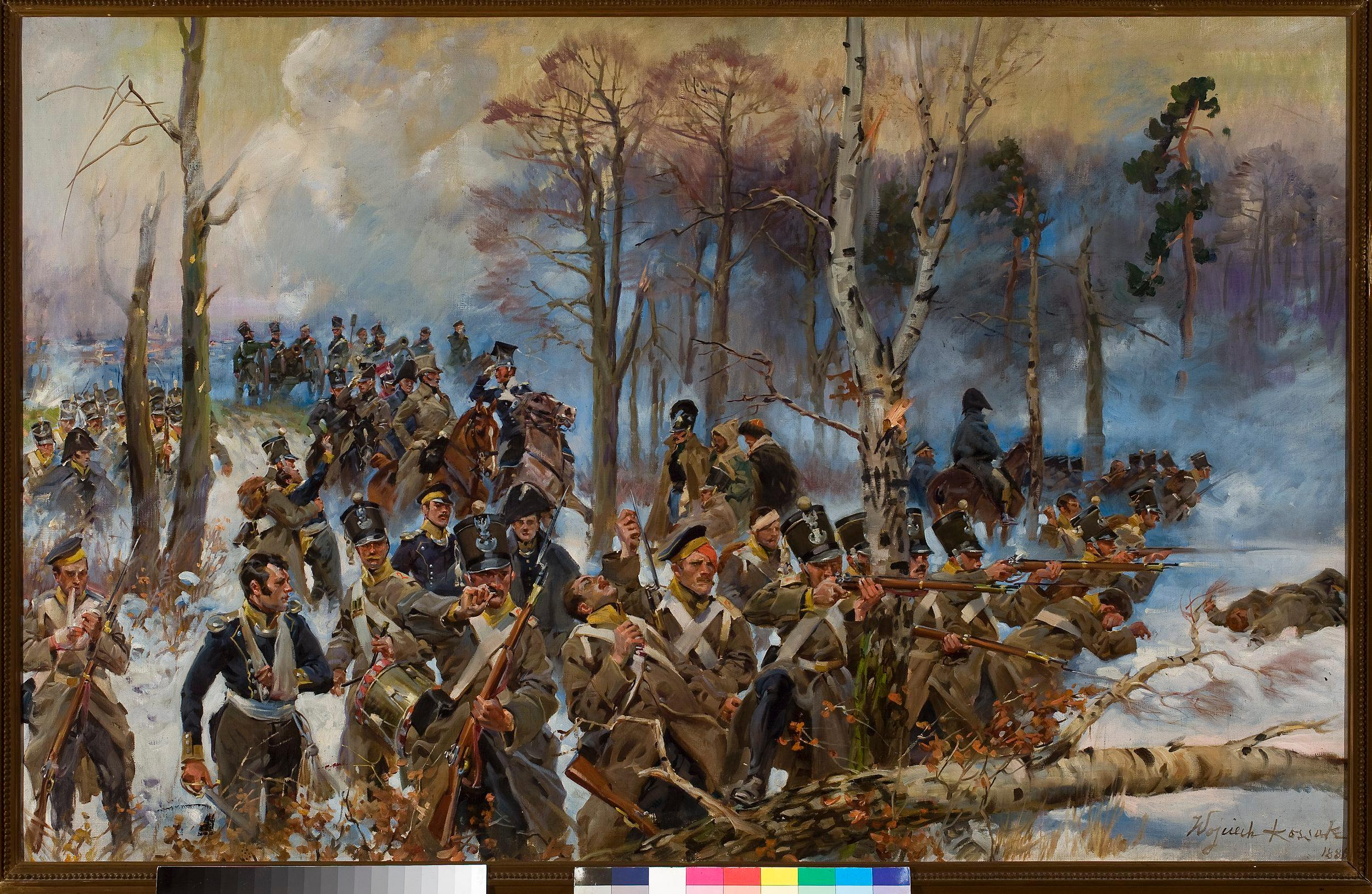
Сражение при Грохове. Худ. Войцех Коссак (1931)

14 февраля произошло сражение при Сточеке, где русский генерал Ф. К. Гейсмар не мог остановить 1-й бригады 2-й конно-егерской дивизии, бежавшей с поля боя в полном составе перед отрядом Ю. Дверницкого. Это первое сражение войны, оказавшееся удачным для поляков, чрезвычайно подняло их дух. Польская армия заняла позицию при Грохове, прикрывая подступы к Варшаве. 19 февраля (7 февраля по старому стилю) началась первая битва — битва при Грохове: 25-я дивизия VI корпуса атаковала поляков, но была отбита, потеряв 1620 человек. Основное сражение между русской армией (72 тыс.) и польскими войсками (56 тыс.) состоялось 25 февраля; поляки, потерявшие к тому времени командующего (Хлопицкий был ранен), оставили позицию и отступили к Варшаве. В этой битве серьёзные потери понесли обе стороны: поляки потеряли 10 тысяч человек против 8 тысяч русских (по другим данным 12 000 против 9400).

### Действия Дибича под Варшавой
На другой день после боя поляки заняли и вооружили укрепления Праги, атаковать которые можно было лишь при помощи осадных средств — а их у Дибича не было. На место доказавшего свою некомпетентность князя Радзивилла главнокомандующим польской армией назначен был генерал Скшинецкий. Барон Крейц переправился через Вислу у Пулав и двинулся по направлению к Варшаве, но встречен был отрядом Дверницкого и принуждён отступить за Вислу, а затем отошёл к Люблину, который по недоразумению был оставлен русскими войсками. Дибич оставил действия против Варшавы, приказал войскам отступить и расположил их на зимние квартиры по деревням: генерал Ф. К. Гейсмар расположился в Вавере, Г. В. Розен — в Дембе-Вельке. Скшинецкий вступил в переговоры с Дибичем, оставшиеся впрочем безуспешными. С другой стороны, сейм принял решение послать войска в другие части Польши для поднятия восстания: корпус Дверницкого — в Подолию и Волынь, корпус Серавского — в Люблинское воеводство. 3 марта Дверницкий (около 6,5 тыс. человек при 12 орудиях) переправился через Вислу у Пулав, опрокинул встреченные им мелкие русские отряды и направился через Красностав на Войславице. Дибич, получив известие о движении Дверницкого, силы которого в донесениях были очень преувеличены, выслал к Вепржу 3-й резервный кавалерийский корпус и Литовскую гренадерскую бригаду, а потом ещё усилил этот отряд, поручив начальство над ним графу Толю. Узнав о его приближении, Дверницкий укрылся в крепости Замостье.

### Контрнаступление поляков

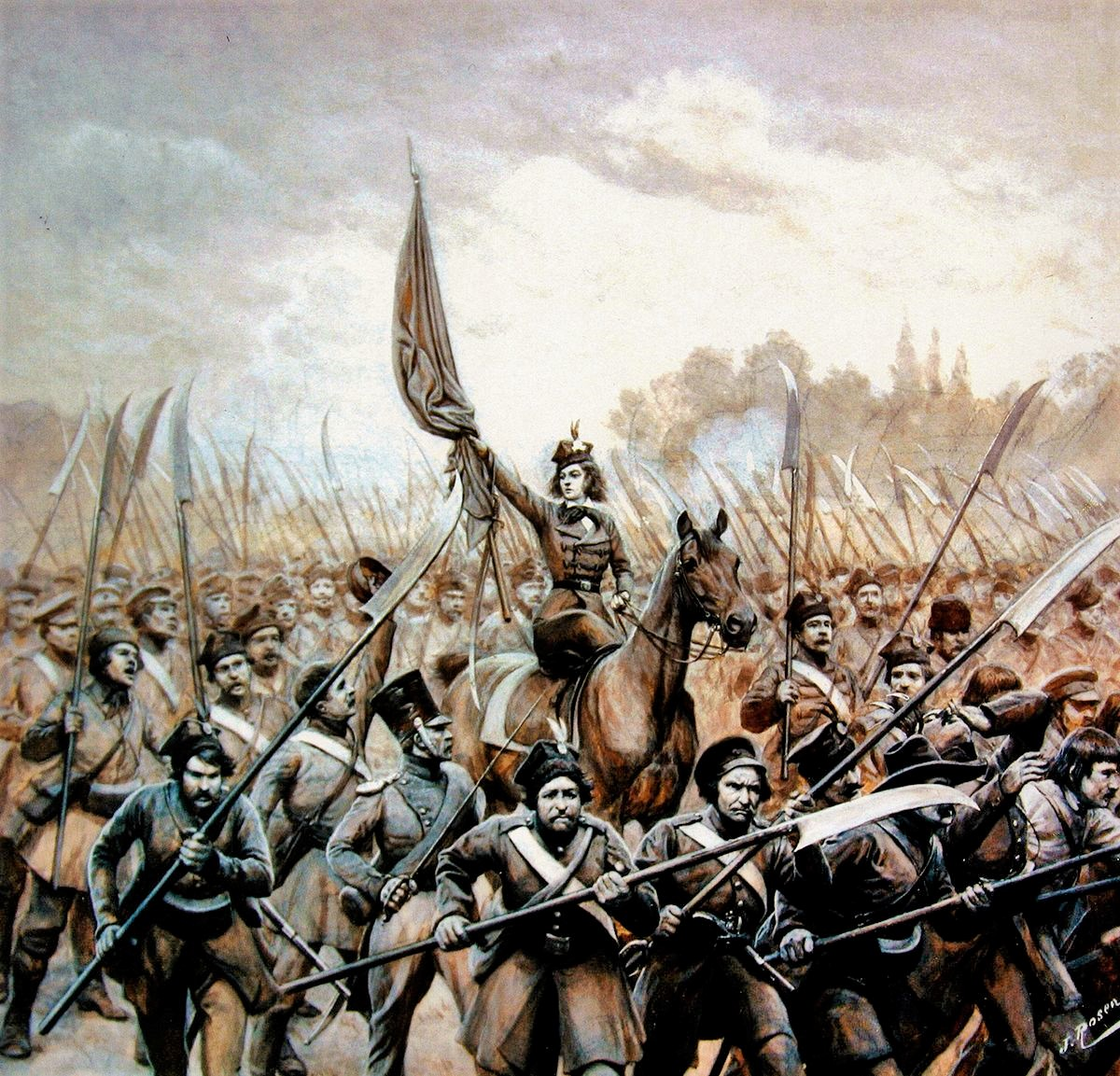
Партизанский отряд Эмилии Плятер 1831 года. Худ. Я. Б. Розен

В первых числах марта Висла очистилась от льда, и Дибич начал приготовления к переправе, пунктом для которой намечен был Тырчин. При этом Ф. К. Гейсмар оставался в Вавере, Г. В. Розен — в Дембе-Вельке, для наблюдения за поляками. Со своей стороны, начальник польского главного штаба Прондзинский разработал план разгрома русской армии по частям, пока части Гейсмара и Розена не соединились с главной армией, и предложил его Я. Скшинецкому. Скшинецкий, потратив две недели на размышление, принял его. В ночь на 31 марта 40-тысячная армия поляков скрытно перешла через мост, соединявший Варшаву с варшавской Прагой, напала у Вавра на Гейсмара и рассеяла менее чем в течение часа, взяв два знамени, две пушки и 2 тыс. человек пленными. Затем поляки направились к Дембе-Вельке и атаковали Розена. Его левый фланг был совершенно уничтожен блестящей атакой польской кавалерии, предводительствуемой Скшинецким; правый сумел отступить; сам Розен едва не попал в плен; 1 апреля поляки настигли его у Калушина и отняли два знамени. Медлительность Скшинецкого, которого Прондзинский тщетно уговаривал немедленно напасть на Дибича, привела к тому, что Розен успел получить сильные подкрепления. Тем не менее 10 апреля при Игане, Розен был вновь разбит, потеряв тысячу человек выбывшими из строя и 2 тыс. пленными. Всего в этой кампании русская армия потеряла 16 тыс. человек, 10 знамён и 30 пушек. Розен отступил за реку Костржин; поляки остановились у Калушина. Известие об этих событиях сорвали поход Дибича на Варшаву, заставив его предпринять обратное движение. 11 апреля он вступил в город Седльце и соединился с Г. В. Розеном.

### Начало движения в бывшем ВКЛ и на Волыни
В то время, как под Варшавой шли регулярные бои, на Волыни в Подолии и на территории бывшего Великого княжества Литовского разворачивалась партизанская война.

#### Подготовка и начало выступлений в бывшем ВКЛ

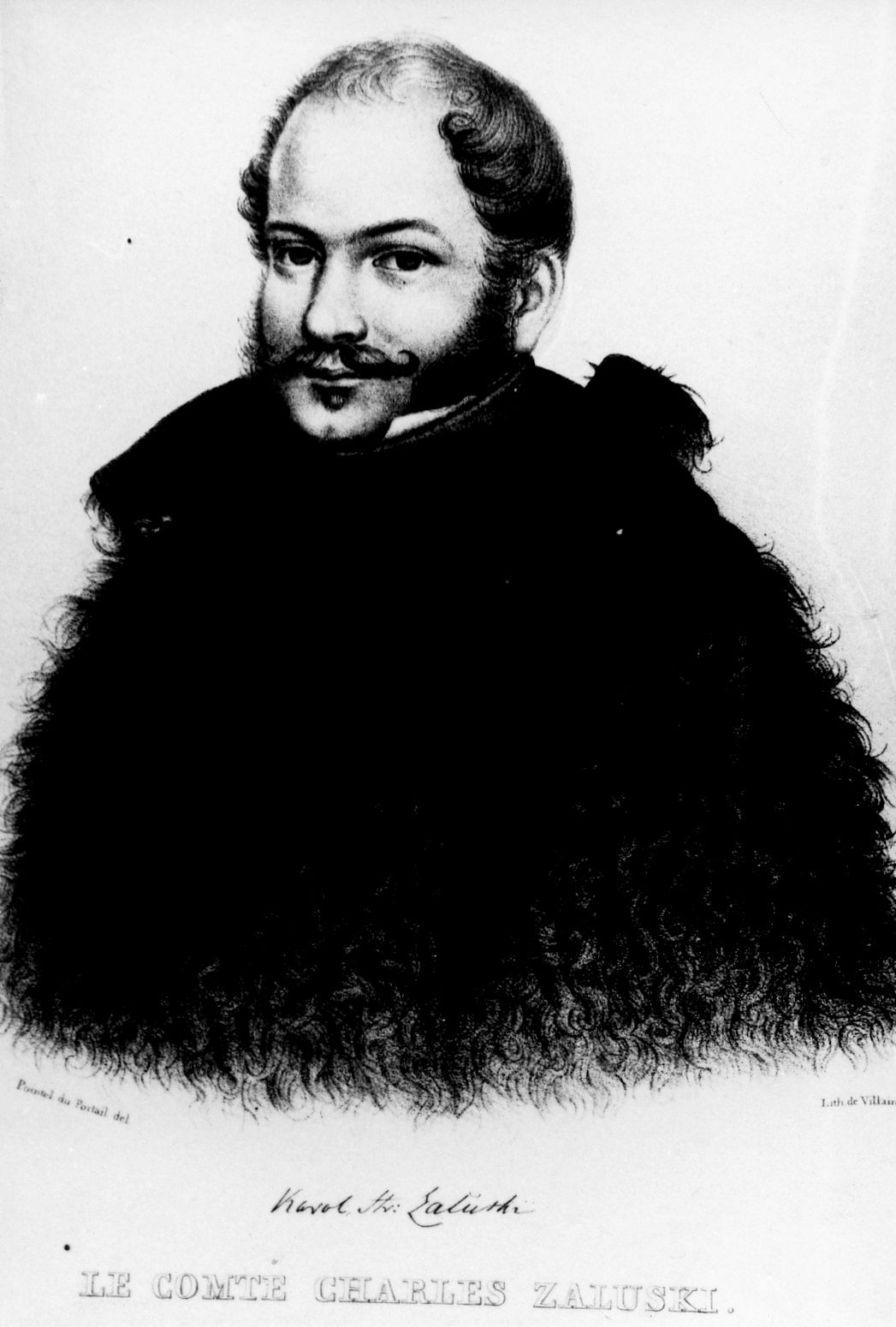
Кароль Залуский — с 18 марта 1830 года руководитель Виленского Центрального комитета

Уже 1 декабря 1830 года российские власти установили военное положение в Виленской, Гродненской и Минской губерниях и в Белостокском округе. Тем не менее в конце 1830 года в уездах началась подготовка к восстанию, которой руководил Виленский Центральный Комитет (ВЦК). 18 марта 1831 года руководителем ВЦК на территории бывшего Великого княжества Литовского был избран Кароль Залусский. С русской стороны на территории бывшего ВКЛ находилась лишь одна слабая дивизия (3200 чел.) в Вильне; гарнизоны в прочих городах были ничтожны и состояли преимущественно из инвалидных команд. Вследствие этого направлены были Дибичем в Литву необходимые подкрепления. В марте 1831 года повстанцы начали захватывать города. В частности, 26 марта они захватили город Расиены и отразили первые попытки выбить их. В марте восстание распространилось на Ошмянский, Виленский, Свентянский, Вилейский, Браславский и Дисненский уезды, а весной и на районы Беловежской пущи. Здесь создавались уездные правительства, которые объявляли рекрутские наборы, приводили жителей к присяге. Ряд видных феодалов-помещиков (Солтаны, Корсаки, Пляттеры, Бжеетовские и др.) стали на сторону повстанцев. Активное участие в восстании в белорусских губерниях приняли католические монахи и ксендзы. Многие католические монастыри стали опорными пунктами восставших.

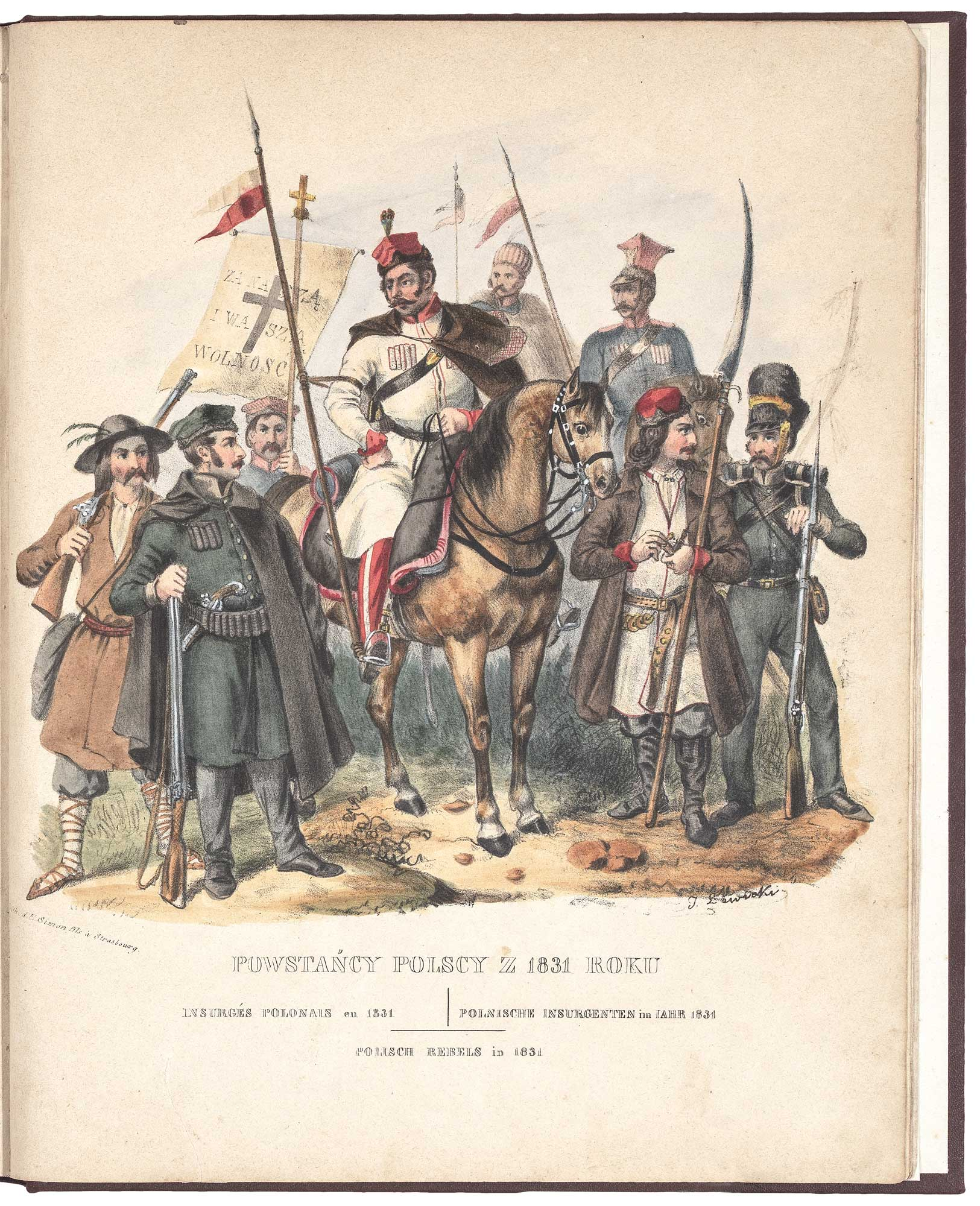
Костюмы польских повстанцев 1831 года. Литография Леона Зенковича

Российским войскам пришлось отбивать у повстанцев Свентяны, Дисну, Вилейку, Ошмяны, Лепель. Однако на большей части территории бывшего Великого княжества Литовского (за исключением Виленской губернии) происходили преимущественно небольшие стычки между отрядами повстанцев и правительственных войск. Восставшие нападали на военные склады, транспортные обозы. Царское правительство объявило, что крестьяне, добровольно сложившие оружие, будут прощены. Шляхтичи, принявшие участие в восстании, подлежат судебному преследованию, а их имения — конфискации. Поэтому многие крестьяне, убедившись, что восстание им ничего не даёт и узнав, что они прощены, покидали отряды.
Власти приняли меры по подавлению восстания. В начале апреля из войск, размещённых около Бреста и Гродно, и резервных частей была сформирована специальная армия. Она предназначалась для подавления восстания на территории бывшего ВКЛ. Между Царством Польским, литовскими и белорусскими губерниями была ограничена связь, введена цензура переписки, усилился полицейский надзор, неблагонадёжных высылали в глубину России. Секвестру подвергались имения тех помещиков, которые с начала восстания находились в Царстве Польском.

#### Виленская губерния. Кампания по захвату Вильно
В Виленской губернии мятежники установили контроль над всеми деревнями и городами, кроме Вильно, Ковно и Видз. Главной целью повстанцев был город Вильно (столица ВКЛ). Желая прервать связь между ним и Россией, мятежники захватили белорусский город Ошмяны, но уже 14 апреля российские войска во главе с полковником Верзилиным взяли город, убивая местных жителей и повстанцев из отдела Стельницкого. Тем не менее 16 апреля отряд Кароля Залусского предпринял наступление на Вильно, но был разбит русскими войсками во главе с Верзилиным. Далее российские войска стали наступать из Вильно, освобождая Виленскую губернию от повстанцев. Уже в мае мятежники потеряли контроль над большей частью губернии и были вынуждены вернуться к партизанской войне. Отряд мятежников во главе с Онуфрием Яцевичем проиграл битву под Палангой. Удержание этого города могло бы обеспечить повстанцам доступ к Балтийскому морю, по которому должна была прибыть партия оружия, приобретённого в Великобритании. В июне в окрестностях Вильно принимал участие в схватках против царских войск отряд Эмилии Плятер.

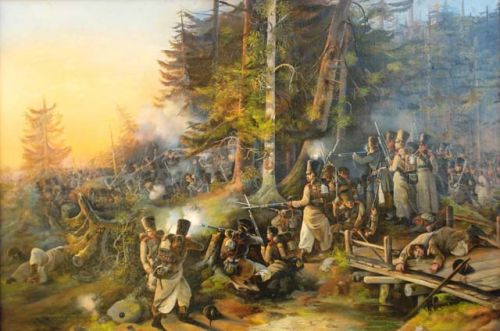
Эпизод восстания 1831 года. Неизвестный художник

#### Минская и Гродненская губернии
В Минской губернии началась партизанская война. Для подавления мятежа в губернию был направлен 2-й Тептерский казачий полк.
В Дисненском уезде общая численность повстанческих отрядов насчитывала примерно 6 тысяч человек. Потерпев ряд поражений, 16 мая отряды инсургентов объединились в Лужках. Ввиду подхода значительных русских войск, они приняли решение об отступлении. В целях отвлечения внимания военного противника, повстанцы провели удачный манёвр (в Лепельский уезд выступил отряд в 1200 человек, который впоследствии был разбит), что позволило их значительной части (2 тыс. чел.) успешно отступить в Виленскую губернию.
К концу мая отряды повстанцев, действовавшие на территории Минской губернии, были разгромлены.
В Гродненской губернии повстанцы из отряда Красковского собрались в Беловежской пуще. 17 мая русский полковник Сарабия (направленный генералом Розеном) захватил лагерь мятежников. Однако, узнав, что в это же время повстанцы уничтожили поезд, следовавший из Бреста в Скидель, решил отступить. В Беловежскую пущу генералом Розеном был направлен отдел генерала Линдена, но он был разбит отрядом Хлаповского, пришедшего из Польши. Также на территории Беловежской пущи действовал отряд Ровко (300 человек). Русские войска вытеснили его из Пущи, позднее часть отряда присоединилась к Хлоповскому, а часть (около 100 человек) продолжила борьбу на прежнем месте, но в конце июля присоединились к повстанческому генералу Дембинскому.
Разбив отряд генерала Линдена, Хлаповский двинулся на север, пуская регулярную армию по ложным направлениям и соединяясь с мелкими отрядами мятежников, Хлаповский дошёл до Лиды. Капитан Комарницкий с 2 ротами отступил из Лиды, но был задержан в открытом поле конницей повстанцев и после небольшого сопротивления сложил оружие. В это время из Жирмуны к Лиде выступил отдел полковника Гаферланда, который прибыл туда после поражения Комарницкого. Хлаповский начал бой с ним, заставил его перейти к обороне, а затем отступил и продолжил двигаться, избегая крупных боёв. Однако вскоре повстанческий генерал Антоний Гелгуд переправился через Неман недалеко от Вильно (около Гелгуцишак) и потребовал, чтобы Хлаповский со своими войсками шёл к нему, что тот и сделал.

#### Боевые действия на Волыни
Между тем отряд Серавского, находившийся на левом берегу Верхней Вислы, переправился на правый берег; Крейц нанёс ему поражение и принудил отступить в Казимерж. Дверницкий, со своей стороны, выступил из Замостья и успел проникнуть в пределы Волыни, но там был встречен русским отрядом Ридигера и после боёв у Боремля и Люлинской корчмы вынужден был уйти в Австрию, где войска его были разоружены австрийскими властями.

### Бой у Остроленки

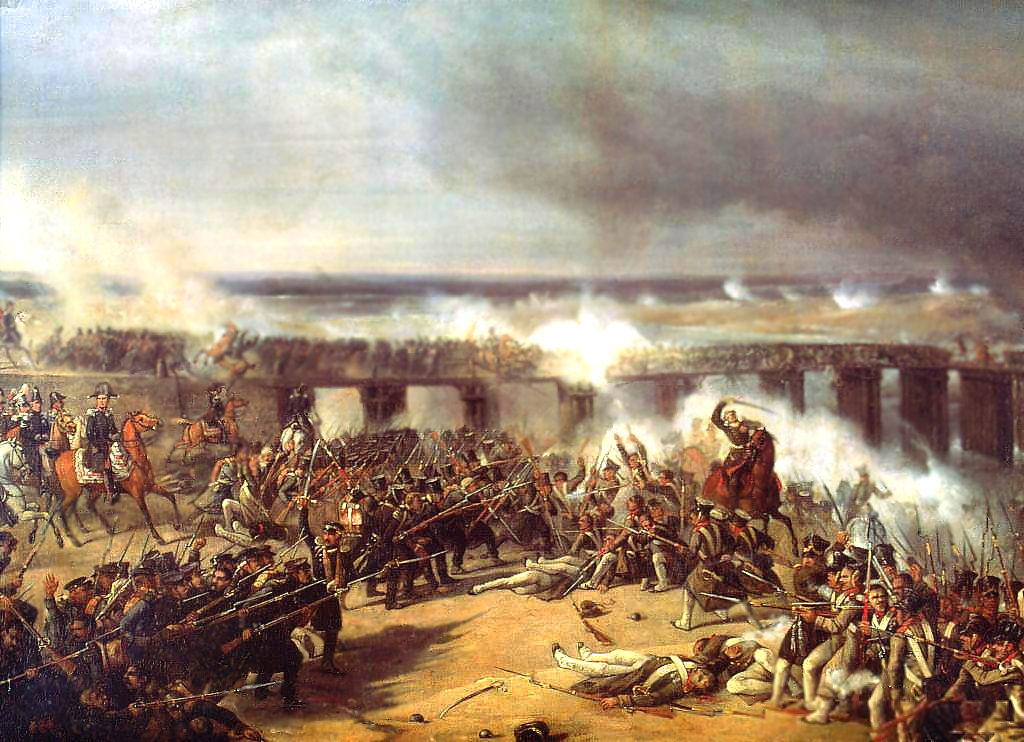
Сражение под Остроленкой. Худ. К. Маланкевич (1838)

Устроив продовольственную часть и приняв меры к охранению тыла, Дибич 24 апреля снова начал наступление, но скоро остановился для подготовки к выполнению нового плана действий, указанного ему Николаем I. 9 мая отряд Хршановского, двинутый на помощь Дверницкому, был близ Любартова атакован Крейцем, но успел отступить в Замостье. В то же время Дибичу было донесено, что Скржинецкий намерен 12 мая атаковать левый фланг русских и направиться на Седлец. Для упреждения противника Дибич сам двинулся вперёд и оттеснил поляков до Янова, а на другой день узнал, что они отступили к самой Праге. Во время 4-недельного пребывания русской армии у Седлеца под влиянием бездействия и дурных гигиенических условий в её среде быстро развилась холера, в апреле было уже около 5 тыс. больных.

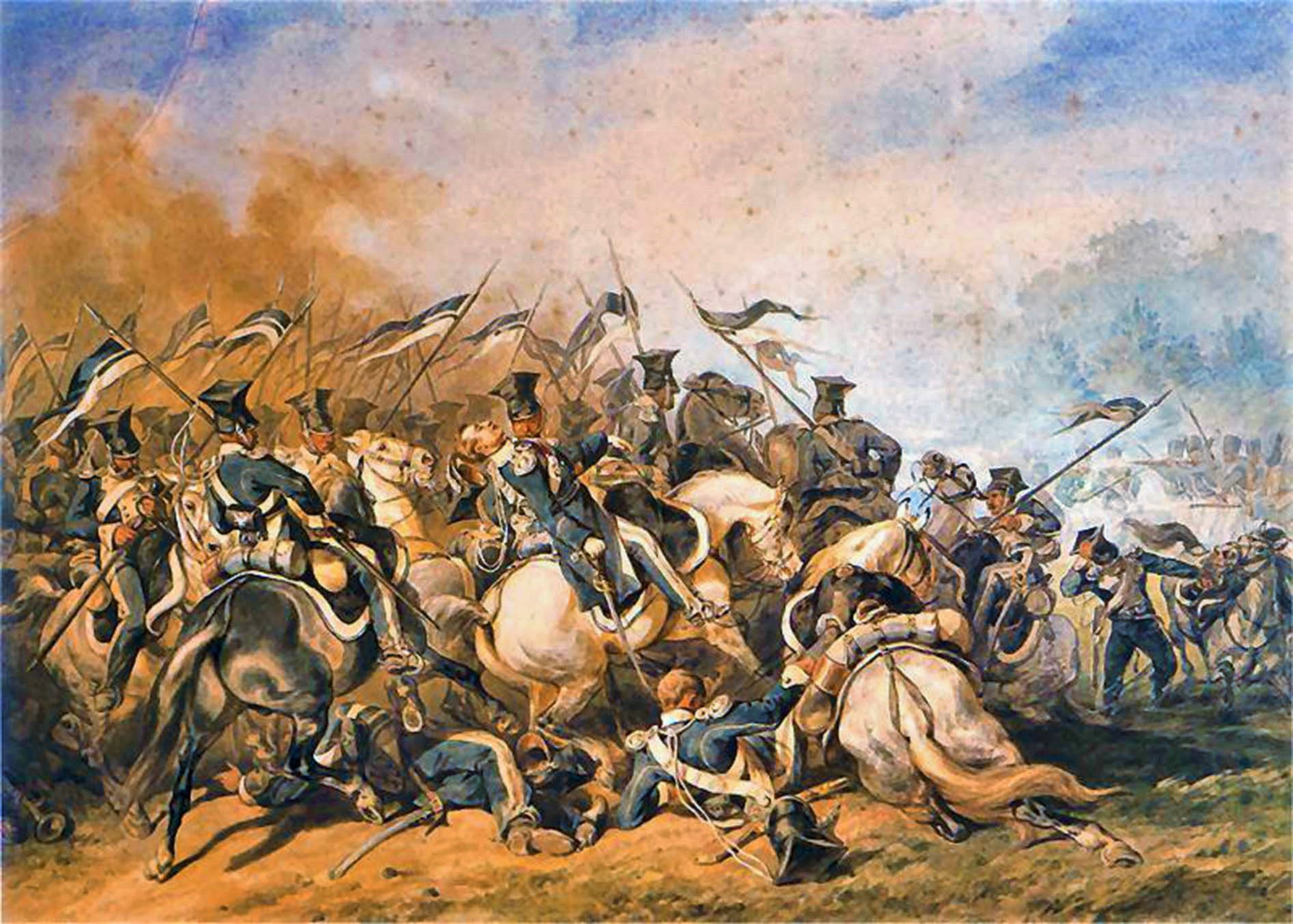
Битва под Остроленкой. Худ. Ю. Коссак (1873)

Между тем Скржинецкий поставил своей целью атаковать гвардию, которая под командованием генерала Бистрома и великого князя Михаила Павловича была расположена между Бугом и Наревом, в деревнях вокруг Остроленки. Силы её насчитывали 27 тысяч человек, и Скржинецкий стремился не допустить её соединения с Дибичем. Выслав 8 тыс. человек к Седльце с целью остановить и задержать Дибича, он сам с 40 тысячами двинулся против гвардии. Великий князь и Бистром начали спешное отступление. В интервал между гвардией и Дибичем был выслан отряд Хлаповского для оказания помощи литовским повстанцам. Немедленно атаковать гвардию Скржинецкий не решился, а счёл нужным сначала овладеть Остроленкой, занятой отрядом Сакена, чтобы обеспечить себе путь отступления. 18 мая он двинулся туда с одной дивизией, но Сакен уже успел отступить на Ломжу. Для преследования его направлена была дивизия Гелгуда, которая, двинувшись к Мясткову, очутилась почти в тылу у гвардии. Так как в это же время Лубенский занял Нур, то великий князь Михаил Павлович 31 мая отступил на Белосток и расположился у деревни Жолтки, за Наревом. Попытки поляков форсировать переправы на этой реке не имели успеха. Между тем Дибич долго не верил наступлению неприятеля против гвардии и убедился в том, лишь получив известие о занятии Нура сильным польским отрядом.
12 мая русский авангард вытеснил из Нура отряд Лубенского, который отступил к Замброву и соединился с главными силами поляков. Скржинецкий, узнав о приближении Дибича, стал поспешно отступать, преследуемый русскими войсками. 26 мая последовал горячий бой под Остроленкой; польская армия имевшая 48 тыс. человек против 53 тыс. русских, была разбита.
На военном совете, собранном Я. Скржинецким, решено было отступить к Варшаве, а Гелгуду дано было приказание идти в Литву для поддержки тамошних повстанцев. 20 мая русская армия была расположена между Пултуском, Голыминым и Маковом. На соединение с ней приказано было идти корпусу Крейца и войскам, оставленным на Брестском шоссе; в Люблинское воеводство вступили войска Ридигера. Между тем, Николай I, раздражённый затягиванием войны, послал к Дибичу графа Орлова с предложением подать в отставку. «Я сделаю это завтра» — заявил Дибич 9 июня. На следующий день он заболел холерой и вскоре скончался. Начальство над армией впредь до назначения нового главнокомандующего принял граф Толь.

### Подавление движения в бывшем ВКЛ и Волыни

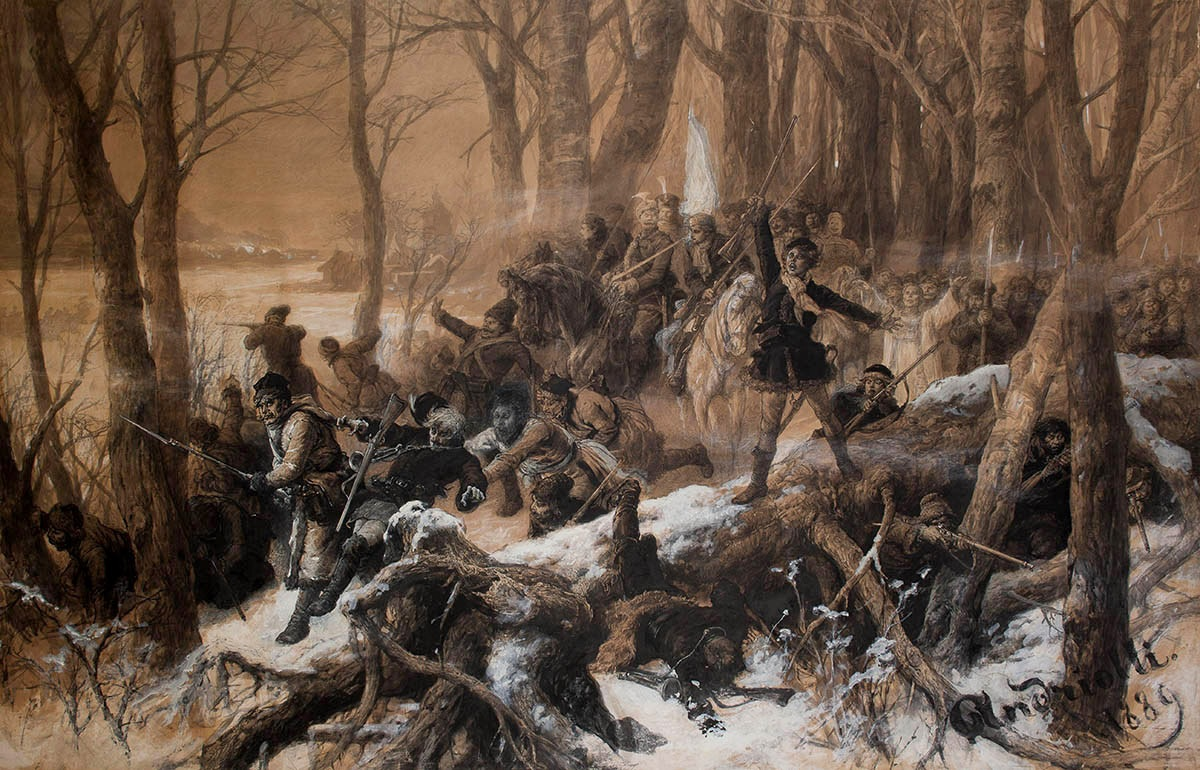
Атака литовских повстанцев. Худ. М. Андриолли (1895)

#### Виленская губерния
Между тем отряд Гелгуда (до 12 тыс.) прошёл в Литву, и силы его по соединении с Д. Хлаповским и отрядами повстанцев возросли почти вдвое. Д. Е. Остен-Сакен отступил к Вильне, где численность русских войск по прибытии подкреплений также дошла до 24 тысяч.
7 июня, «в Троицын день», А. Гелгуд атаковал расположенные «в 7 верстах от Вильны по Трокскому тракту на Понарах» русские войска (Волынский гвардейский полк под командованием Д. Д. Куруты), но был разбит и, преследуемый частями русской резервной армии, должен был уйти в прусские пределы. Из всех польских войск, вторгшихся в Литву, один лишь отряд Дембинского (3800 чел.) сумел возвратиться в Польшу.

#### Минская, Витебская, Могилёвская губернии
В июне 1831 года в Минской губернии начались новые волнения. Выступления повстанческих отрядов произошли в Мозырском, Речицком и Пинском уездах. Отряды восставших возглавили помещики Ф. Кяневич и Т. Пусловский. В то же время здесь восстание было менее масштабным, нежели в других районах. В течение июня — сентября повстанцы потерпели поражение от царских войск. В Витебской и Могилёвской губерниях восстание имело ярко выраженный шляхетский характер и не получило сколько-нибудь широкого распространения.

#### Действия Т. Пусловского
Организацию своего выступления Титус Пусловский начал на Полесье. Он собрал отряд в своём имении Плянты, далее сделал марш по своим поместьям Пески, Хомск, Пясечна (Посеничи), пополняя в них свои продовольственные припасы и увеличивая численность отряда (во втором поместье отряд насчитывал до 1000 человек). Однако его пребывание в поместье Пясечна (Посеничи), находящегося под Пинском, было замечено российскими властями, выславшими против него отряд солдат из Пинска. Одновременно за ним был послан из Кобрина русский конный отряд под командованием полковника Ильинского. Будучи зажатым с двух сторон и имея на севере болота, Пусловскому ничего не оставалось как повернуть на юг и идти к родовому поместью Завище. При переправе через реку Пина его настиг отряд Илинского и под Кончицами между ними произошло столкновение. Отряду Пусловского на некоторое время удалось оторваться, но под Невелем (Невмянами) его ожидало решающее сражение. После упорного и кровавого боя отряд Пусловского был разбит. Повстанцы потеряли около 400 убитыми и раненными. Раненный Пусловский с группой повстанцев смог уйти, они бежали на Волынь, где присоединились к отряду Кароля Ружицкого.

#### Гродненская губерния
В июле 1831 года из под Варшавы на Полесье прибыл повстанческий отряд (1000 человек) под руководством С. Ружицкого. Отряд двинулся на Беловежскую пущу. 24 июля Ружицкий перерезал коммуникации между Брестом и Гродно. Им был взят в плен генерал Панютин, который ехал занять должность начальника штаба армии Паскевича. Русская пехота и кавалерия (драгунский полк) старались отбросить повстанцев за Буг, но это им не удалось и Ружицкий добрался до Беловежской пущи. 25 июля произошёл бой в пуще под деревней Лесное, закончившийся безрезультатно. Однако после боя повстанцы стали отступать в северном направлении, пока не соединились с отрядом Дембинского.
Приближение польских войск вызвало волнения в Лидском, Пружанском, Кобринском и Слонимском поветах Гродненской губернии, Новогрудском повете Минской губернии, но все они были подавлены русскими войсками.

##### Действия И. Кашица в Гродненской и Минской губерниях
В Новогрудском и Слонимском поветах выступили местные повстанцы, которых возглавил поветовый маршалок Иосиф Кашиц. Он в своём имении сформировал отряд из шляхты, мелких чиновников и учащейся молодёжи (до 400 человек). В начале июля численность отряда выросла до тысячи бойцов. Отряд Кашица вступал в бой с русскими войсками возле деревень Городище, Каменный Брод, Кошелево, Радкжи, Новины, разоружил в Новогрудке русскую воинскую команду и освободил арестованных из местной тюрьмы, захватил местечко Белица. 12 (24) июля отряд Кашица присоединился к отряду генерала Дембинского и вместе с ним ушёл на территорию Польши.

#### Волынь
На Волыни восстание тоже потерпело полную неудачу и совершенно прекратилось после того, как большой отряд (около 5,5 тыс.), предводимый Б. Колышко, был разбит войсками генерала Рота под Дашевым, а затем у деревни Майданек. Главная польская армия после сражения при Остроленке собралась у Праги. После продолжительного бездействия Скржинецкий решился оперировать одновременно против Ф. В. Ридигера в Люблинском воеводстве и против Крейца, находившегося ещё у Седльца; но когда 5 июня граф Толь произвёл демонстрацию переправы через Буг между Сероцком и Зегржем, то Скржинецкий отозвал назад высланные им отряды.

### Движение Паскевича на Варшаву

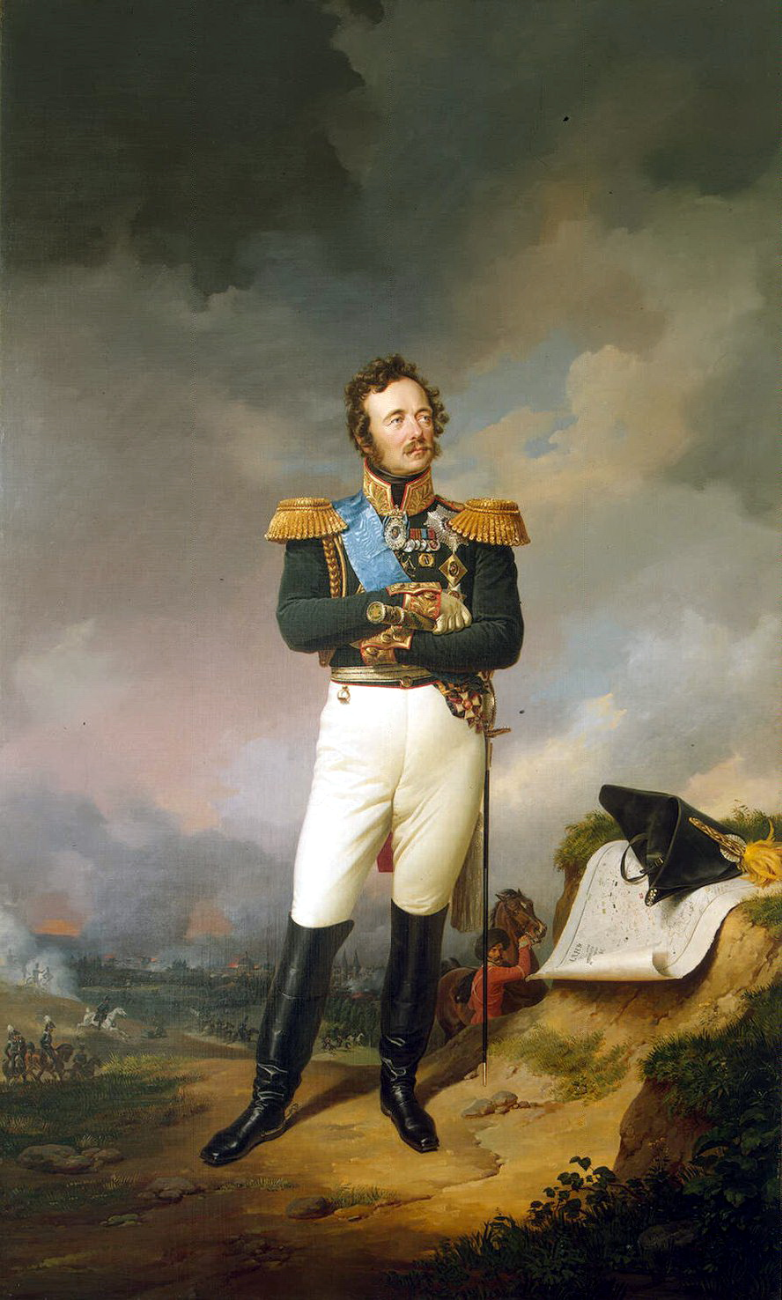
Иван Фёдорович Паскевич
(художник Ф. Крюгер, 1834)

25 июня новый главнокомандующий, граф Паскевич, прибыл к главной русской армии, силы которой в это время доходили до 50 тыс.; кроме того, ожидалось прибытие на Брестскую дорогу отряда ген. Муравьёва (14 тыс.). Поляки к этому времени стянули около Варшавы до 40 тыс. чел. Для усиления средств борьбы с русскими войсками объявлено было поголовное ополчение; но мера эта не дала ожидавшихся результатов. Пунктом переправы через Вислу Паскевичем избран был Осек, близ прусской границы. Скржинецкий хотя и знал о движении Паскевича, но ограничился высылкой вслед за ним части своих войск, да и ту скоро вернул, решившись двинуться против отряда, оставленного на Брестском шоссе для демонстрации против Праги и Модлина. 1 июля началось устройство мостов у Осека, а между 4-м и 8-м совершилась самая переправа русской армии. Между тем Скржинецкий, не сумев уничтожить стоявшего на Брестской дороге отряда Головина, отвлёкшего на себя значительные силы, возвратился в Варшаву и, уступая общественному мнению, решился выступить со всеми силами к Сохачеву и там дать русской армии сражение. Рекогносцировка, произведённая 3 августа, показала, что русская армия находится уже у Ловича. Опасаясь, чтобы Паскевич не достиг Варшавы прямым движением на Болимов, Скржинецкий 4 августа направился к этому пункту и занял Неборов. 5 августа поляки были оттеснены за реку Равку. В таком положении обе армии оставались до середины месяца. За это время Скржинецкий был сменён, и на его место временно назначен Г. Дембинский, отодвинувший свои войска к Варшаве.

### Мятеж в Варшаве
Известия о поражениях армии вызвали волнения среди населения Варшавы. Первый мятеж возник 20 июня, при известии о поражении, которое потерпел генерал Антоний Янковский; под давлением толпы, власти приказали арестовать Янковского, его зятя генерала Бутковского, ещё несколько генералов и полковников, камергера Феншау (служившего шпионом у Константина) и жену русского генерала Базунова. Арестованные были помещены в Королевский Замок.
При известии о переходе русской армии через Вислу, волнения вспыхнули вновь. Скржинецкий подал в отставку, и Варшава осталась без власти. 15 августа толпа ворвалась в Замок и убила содержавшихся там арестантов (включая генеральшу Базунову), а затем стала избивать и убивать арестантов по тюрьмам (всего было убито 33 человека). На следующий день генерал Я. Круковецкий объявил себя комендантом города, рассеял толпу с помощью войск, закрыл помещение Патриотического общества и начал следствие. Правительство подало в отставку. Сейм назначил главнокомандующим Дембинского, но затем сменил и его по обвинению в диктаторских поползновениях и вновь назначил Круковецкого, который повесил четверых участников беспорядков.

### Осада Варшавы
19 августа началась осада Варшавы. Со стороны Воли против города были расположены главные силы русской армии, со стороны Праги — корпус Розена, которому Паскевич приказал попытаться овладеть Прагой с помощью внезапного нападения. Г. Дембинский был заменён К. Малаховским. В польском лагере был созван военный совет, на котором Круковецкий предложил дать перед Волей битву всеми наличными силами, Уминский — ограничиться защитой города, Дембинский — прорываться в Литву. Было принято предложение Уминского. Одновременно конный отряд Лубенского с 3 тыс. человек был послан в Плоцкое воеводство, чтобы собрать там запасы и угрожать мостам у Осека, а корпус Раморино с 20 000 — на левый берег против Розена.
С русской стороны генерал Ф. В. Ридигер, находившийся в Люблинском воеводстве, 6—7 августа переправился со своим отрядом (до 12,5 тыс., при 42 орудиях) через Верхнюю Вислу, занял Радом и для подкрепления главных сил 30 августа выслал к Надаржину 10-ю пехотную дивизию. По присоединении к русской главной армии подкреплений силы её возросли до 86 тысяч, тогда как в польских войсках, оборонявших Варшаву, насчитывалось до 35 тысяч. В то же время Раморино оттеснил Розена к Бресту (31 августа), но, получив двукратное приказание не удаляться от Варшавы, отошёл к Мендзыржецу, а Розен, следуя за ним, занял Белу.

### Штурм Варшавы

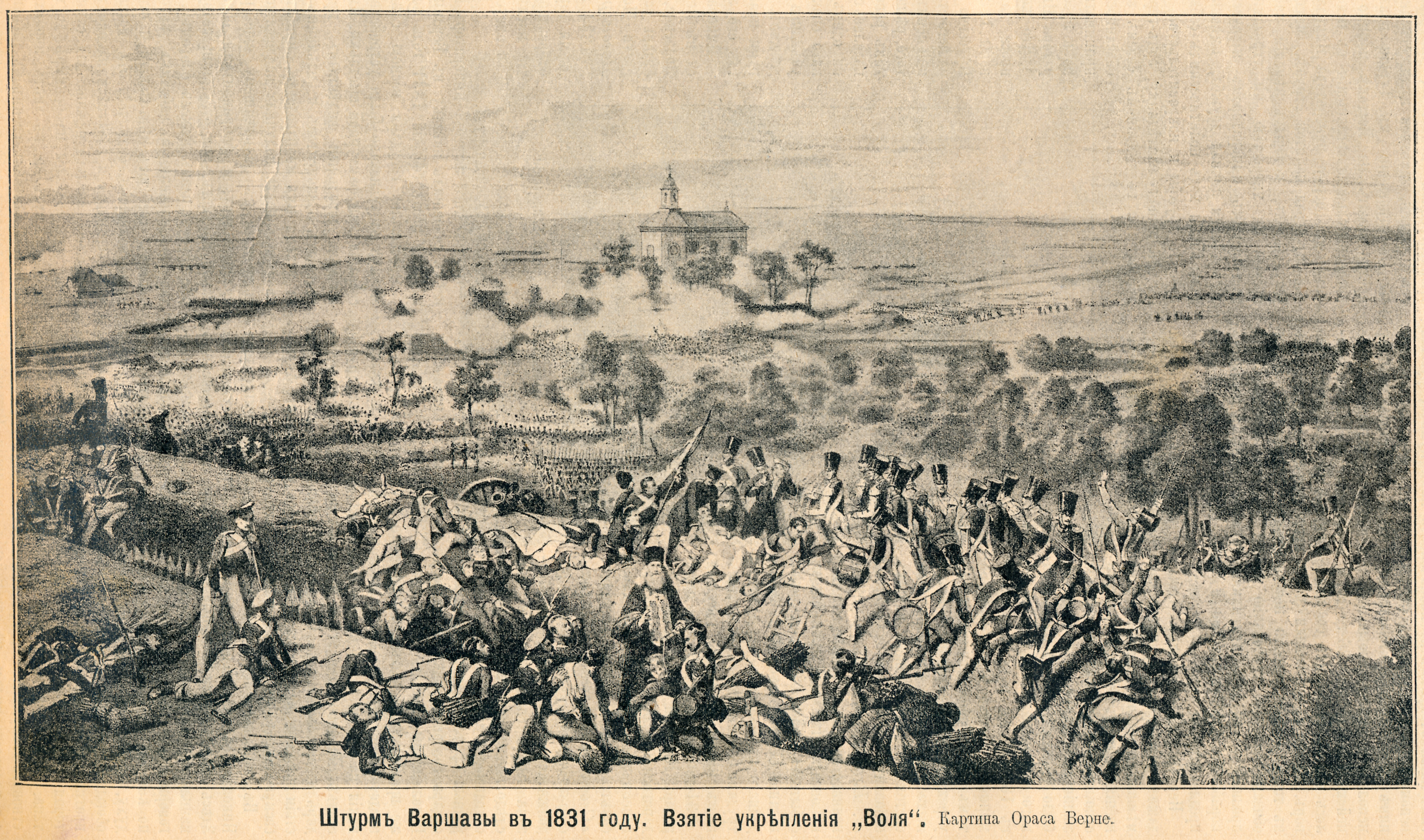
Взятие укрепления Воля. Картина Ораса Верне

С запада Варшава была защищена двумя линиями укреплений: первая представляла собой ряд редутов в 600 метрах от городского рва, тянувшихся от укреплённого предместья Чисте до деревни Мокотов; вторая, в километре от первой, опиралась на форт Воля и укреплённую деревню Раковец. Первую линию защищал Генрих Дембинский, вторую — Ю. Бем. Граф Ян Круковецкий, видя опасность положения, вступил в переговоры с Паскевичем. Последний предложил некоторые гарантии и амнистию, которая не распространялась, однако, на поляков «восьми воеводств». Наоборот, Круковецкий по-прежнему выставлял требование возвращения Литвы и Руси, заявив, что поляки «взялись за оружие для завоевания независимости в тех границах, которые некогда отделяли их от России».
Всего в его распоряжении было 50 тыс. человек, из них 15 тыс. национальной гвардии; Паскевич имел 78 тыс. при 400 орудиях.
На рассвете 6 сентября после интенсивного артиллерийского обстрела русская пехота пошла в атаку и взяла в штыки редуты первой линии. Дольше всех сопротивлялась Воля, командир которой, генерал Ю. Совинский, на предложение сдаться ответил: «Одно из ваших ядер оторвало мне ногу под Бородиным, и я теперь не могу сделать ни шага назад». Он был убит в ожесточённом штурме; Высоцкий был ранен и попал в плен. Дембинский и Круковецкий предприняли вылазку, пытаясь вернуть первую линию, но были отбиты. Паскевич устроил свою ставку в Воле и на протяжении ночи бомбардировал вторую линию; польская артиллерия отвечала слабо из-за нехватки зарядов.
7 сентября в 3 часа утра в Волю явился Прондзинский с письмом Круковецкого, в котором содержалось изъявление покорности «законному государю». Но когда Паскевич потребовал безусловного подчинения, Прондзинский заявил, что это слишком унизительно и он не имеет на то полномочий от сейма. В Варшаве собрался сейм, который однако обрушился на Круковецкого и правительство с обвинениями в измене. В половине второго Паскевич возобновил бомбардировку. Русская армия, построившись тремя колоннами, начала приступ. Штыковая контратака поляков была отбита картечью.

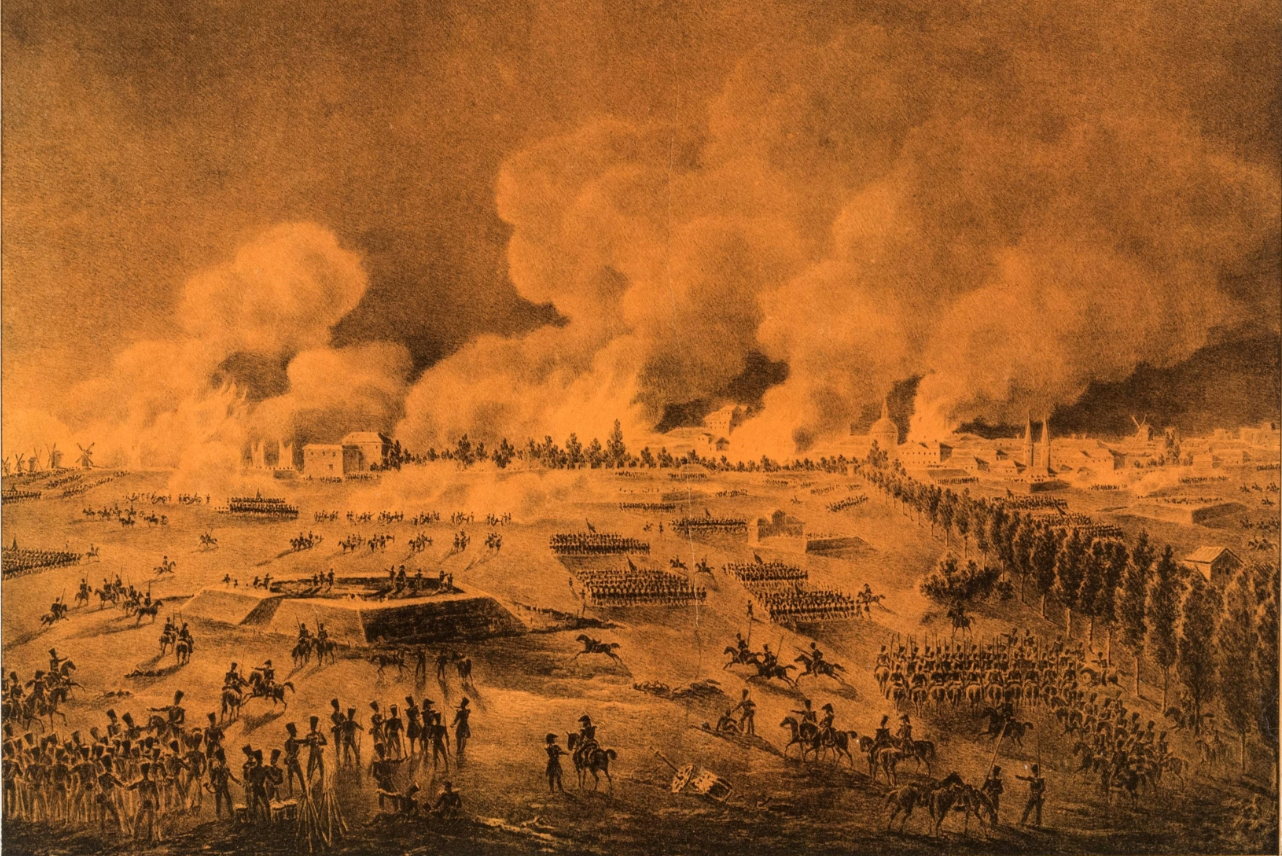
Штурм города Варшавы 26 августа 1831 года. В. Е. Галямин

В 4 часа русские войска с музыкой атаковали укрепления и взяли их. Сам Паскевич был при этом ранен в руку. После этого вновь явился Прондзинский с письмом Круковецкого, заявившего, что получил полномочия на подписание капитуляции. Паскевич послал в Варшаву генерал-адъютанта Ф. Ф. Берга, который и принял наконец капитуляцию у Круковецкого. Однако сейм не утвердил её, предложив другие условия. Круковецкий вышел из членов правительства и, пользуясь тем, что капитуляция не была утверждена, вывел за Вислу 32 тыс. солдат, сказав депутатам: «спасайте Варшаву — моё дело спасти армию». Утром 8 сентября войска русской армии вступили в Варшаву через открытые ворота, и Паскевич написал царю: «Варшава у ног Вашего Величества».
18 октября 1831 года генерал от инфантерии князь И. Л. Шаховский был награждён орденом Святого Георгия 2-го класса № 90: «За штурм Варшавы 26-го августа 1831 года». За преследование неприятеля до прусской границы ему был также вручён орден Святого Владимира 1-й степени.

## Окончание войны
Остатки армии Круковецкого в смятении отступили к Плоцку. Узнав, что польская армия отвергла капитуляцию, Паскевич выслал для переговоров в Модлин Берга, с тем чтобы дать время Розену и Ридигеру покончить с Раморино и Рожнецким. Д. Раморино вопреки приказанию Малаховского присоединиться к главной польской армии ушёл за Верхнюю Вислу, войсками Ридигера был оттеснён в Галицию и сдался австрийцам. Рожнецкий отступил в вольный город Краков; остатки основной армии в 20 тыс. человек под начальством Рыбинского к началу октября перешли в Пруссию и там были разоружены. Оставались только гарнизоны Модлина и Замостья, всего около 10 тыс. человек. Модлин сдался 8 октября, Замостье — 21 октября.

## «Месть народа». Экспедиция Юзефа Заливского (1833)
Юзеф Заливский в Париже представил Польскому народному комитету И. Лелевеля план восстания, опиравшегося на простое население. Небольшие отряды эмигрантов, вооружённые в австрийской Галиции и прусском Познанском княжестве, должны были проникнуть на польские и литовско-белорусские земли и, провозглашая там свободу и равенство, склонить крестьян и горожан к всеобщему восстанию. Над каждыми двумя поветами (уездами) примет командование окружной начальник, над воеводством или губернией — начальник воеводства, а верховная власть над всеми будет в руках Юзефа Заливского. Всё это предприятие получила название «Месть народа». Народный комитет под руководством Иоахима Лелевеля одобрил план партизанского похода. Леонард Ходзько, который входил в состав руководства комитета в Париже, поддержал подготовку вооружённой экспедиции полковника Юзефа Заливского в Царство Польское. Преследуемый посольством России в Париже, по требованию французских властей Ходзько был вынужден покинуть столицу Франции и отправился в Великобританию.
Начало восстания было назначено на 19 марта 1833 года. Несколько сот эмигрантов пробрались через Германию в польские земли, отошедшие к Австрии и Пруссии, находя приют в шляхетских усадьбах. Ю. Заливский, прибывший первым в Галицию, подбирал командиров повстанцев, собирал деньги и оружие. 19 марта 1833 года он с группой всего лишь 8 человек перешёл польскую границу под Сандомиром и направился к Люблину. Переходя от деревни к деревне, Заливский убедился, что призывы к революции не встречают отклика, что народ, не забывший поражения Ноябрьского восстания, не желает нападать на русские войска. Преследуемый казаками, Юзеф Заливский отступил на галицкую территорию, где и был арестован австрийцами.
Известный участник восстания Михаил Волович, под влиянием Ю. Заливского, решил принять участие в его военном рейде на территорию Белоруссии и Литвы. Планировалось, что западноевропейские карбонарии окажут им помощь. По решению Ю. Заливского М. Волович должен был создать и возглавить партизанский отряд в Слонимско-Новогрудском округе. 19 марта 1833 года повстанцы перешли российскую границу и начали действовать на Слонимщине и Гродненщине. В отряд М. Воловича вступили окрестные крестьяне из Поречья, Острова и Бардашов. Чтобы добыть деньги, мятежники напали на почту. Волович запланировал взять штурмом тюрьму в Слониме с тем, чтобы освобождённые заключённые присоединились к повстанцам. Но такие действия встревожили власти. Гродненский губернатор М. Н. Муравьёв-Виленский приказал окружить повстанческий отряд над Щарой. Михаил Волович пытался покончить жизнь самоубийством, но пистолет дал осечку. Повстанцы были взяты в плен. Всего по Гродненщине было арестовано более 150 человек. На допросе Волович свидетельствовал, что «хотел использовать предполагаемое восстание, чтобы осуществить свои намерения и освободить крестьян».
11 июня 1833 года в Гродно начался судебный процесс. Рядом с Воловичем на скамье подсудимых сидели 10 крестьян. Волович был приговорён к смертной казни через четвертование, однако князь Долгоруков смягчил приговор. Михаила Воловича повесили в Гродно 2 августа 1833 года. Остальные повстанцы были сосланы в Сибирь, на Урал, на Дальний Восток, регионы крайнего Севера, Среднюю Азию, на Кавказ и в другие регионы Российской империи, в том числе и европейскую её часть — на каторжные работы, в арестантские роты и на поселение.

## Итоги восстания
- 26 февраля 1832 года был издан «Органический статут», согласно которому Польское Царство объявлялось частью России, упразднялись сейм и польское войско. Старое административное деление на воеводства было заменено делением на губернии. Фактически это означало принятие курса на превращение Царства Польского в русскую провинцию — на территорию Королевства распространялись действовавшие во всей России монетная система, система мер и весов.
- В международных отношениях важными составляющими европейского общественного мнения заслуженно стали полонофильство и русофобия[17]:

В 1831 году тысячи польских повстанцев и членов их семей, спасаясь от преследований властей Российской империи, бежали за пределы Царства Польского. Они осели в разных странах Европы, вызывая сочувствие в обществе, которое оказывало соответствующее давление на правительства и парламенты. Именно польские эмигранты постарались создать России крайне неприглядный образ душителя свобод и очага деспотизма, угрожающего «цивилизованной Европе». Полонофильство и русофобия с начала 1830-х годов стали важными составляющими европейского общественного мнения.— Пётр Черкасов
- После подавления восстания российские власти начали политику ослабления польско-католического влияния на восточнославянское население западных окраин Российской империи. Это повлекло за собой принудительный роспуск греко-католической церкви в западных губерниях и переход местных общин в православие (см. Полоцкий церковный собор 1839 года). Усиление этой политики последовало за польским восстанием 1863 года.

## Отражение восстания в мировой культуре

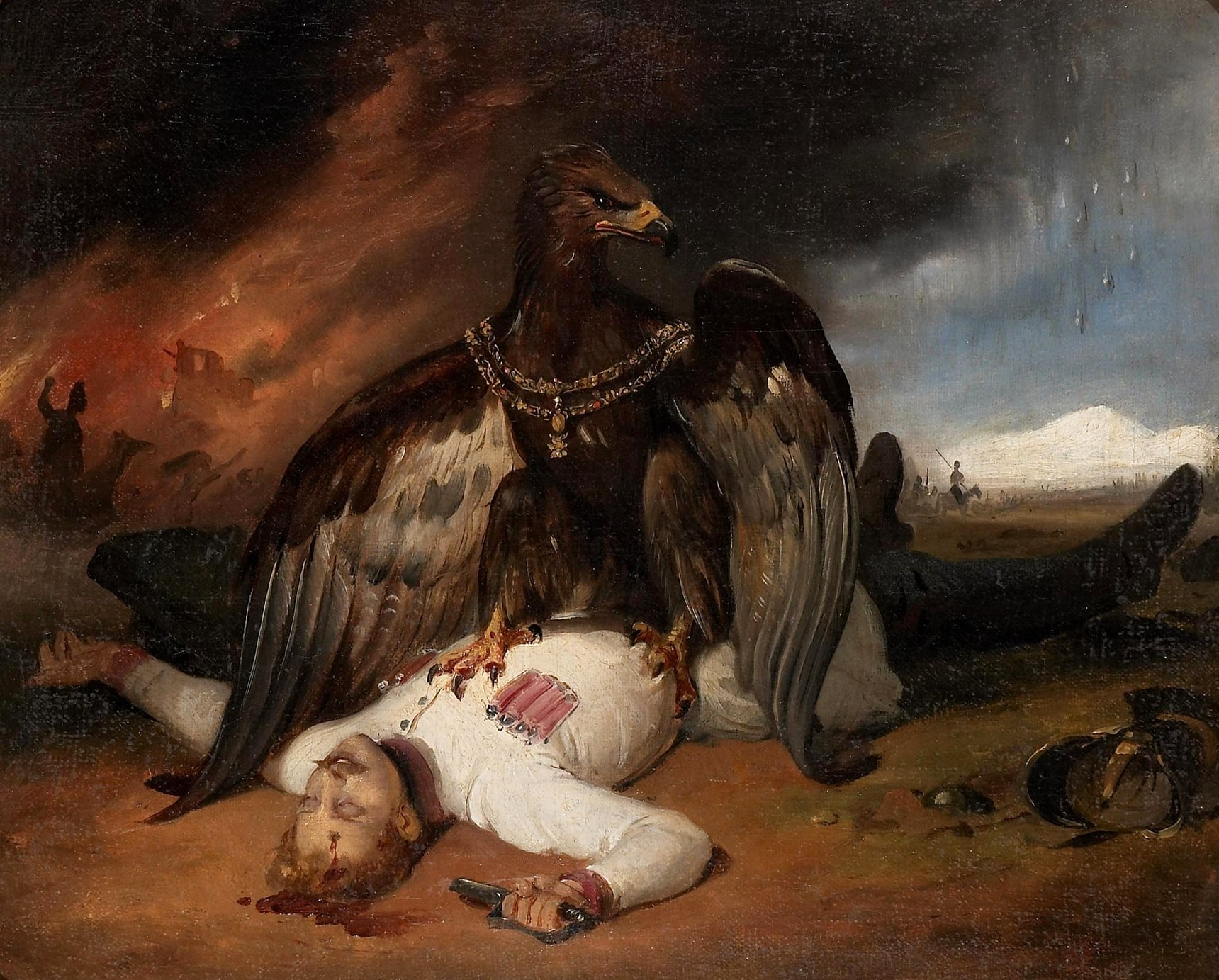
«Польский Прометей». Худ. Орас Верне (1831)

В значительной части европейского общества, особенно во Франции и Великобритании, восстание было встречено с большим сочувствием. Французский поэт Казимир Делавинь сразу после известий о нём написал стихотворение «Варшавянка», которое было немедленно переведено в Польше, положено на музыку и стало одним из самых известных польских патриотических гимнов. В то же время Пруссия и Австрия в 1833 году подписали с Россией Мюнхенгрецкую и Берлинскую конвенции, которые закрепляли солидарность трех держав в международных вопросах и провозглашали право легитимных монархов на взаимопомощь в случае революционных потрясений.
Во время восстания полонез Огинского «Проща́ние с Ро́диной» (польск. Pożegnanie Ojczyzny) повстанцы аранжировали в виде марша. Но использовался он недолго.
В России большая часть общества оказалась настроена против поляков, особенно в виду великопольских амбиций руководителей восстания и польской шляхты; подавление восстания приветствует в своих стихах, написанных летом 1831 года, А. С. Пушкин («Перед гробницею святой…», «Клеветникам России», «Бородинская годовщина»), а также Ф. И. Тютчев.
- «Перед гробницею святой…». Здесь поэт восхваляет Кутузова и высказывает уверенность в том, что он бы быстро подавил восстание.
- «Клеветникам России» (написано 26 августа, напечатано уже после взятия Варшавы). Поводом к этому стихотворению послужили выступления во Французской палате депутатов с требованиями оказать помощь польскому народу. Поэт утверждает, что восстание — это дело «семейное», и другие державы не должны выступать по поводу него. Вот что писал Пушкин 1 июня 1831 году Вяземскому: «…их надобно задушить и наша медленность мучительна. Для нас мятеж Польши есть дело семейственное, старинная, наследственная распря, мы не можем судить её по впечатлениям европейским, каков бы ни был впрочем наш образ мыслей…»[18][19] Вяземский, бывший тогда ещё либералом, был в ужасе от «Клеветникам России». В то же время существовало множество людей, восхищавшихся этим стихотворением. П. Я. Чаадаев писал Пушкину 18 сентября 1831 г.: «Вот вы, наконец, национальный поэт; вы, наконец, нашли ваше призвание. Я не могу передать вам удовлетворение, которое вы дали мне испытать. Мне хочется сказать вам: вот, наконец, явился Дант»[20].
- «Бородинская годовщина» (написано 5 сентября). В этом стихотворении Пушкин напоминает «народным витиям» — то есть французским демократам, требовавшим выступления в поддержку Польши — а также участникам русско-польских военных действий о традициях русских воинов, которые могут и должны служить гарантией добрых отношений:

В боренье падший невредим;

Врагов мы в прахе не топтали;

Мы не напомним ныне им

Того, что старые скрижали

Хранят в преданиях немых;

Мы не сожжём Варшавы их;

Они народной Немезиды

Не узрят гневного лица

И не услышат песнь обиды

От лиры русского певца.
Одновременно Пушкин выражает удовлетворение гибелью Польши:
Уж Польша вас не поведёт —

Через её шагнёте кости!

Только 14 сентября Вяземский ознакомился со стихотворением. В тот день он записал в дневнике: «Будь у нас гласность печати, никогда бы Жуковский не подумал бы, Пушкин не осмелился бы воспеть победы Паскевича… Курам на смех быть вне себя от изумления, видя, что льву удалось, наконец, наложить лапу на мышь… И что за святотатство сближать Бородино с Варшавою. Россия вопиёт против этого беззакония…».
- Первое публицистическое произведение Веры Засулич — речь к 50-летию польского восстания 1830—1831 гг., была опубликована в переводе на польский язык в сборнике Biblioteka «Równosci» (Женева, 1881).

Поэт Александр Ходзько посвятил восстанию балладу «Гербы» (пол. Herby). Широкую популярность она обрела в исполнении Давида Хальмана (пол. Dawid Hallman).
В 1930 году в Польской республике в честь 100-летия восстания была выпущена юбилейная монета достоинством 5 злотых.